# 萊索爾鎮區 (明尼蘇達州波爾克縣)
萊索爾鎮區（英語：Lessor Township）是位於美國明尼蘇達州波爾克縣的一個行政鎮區。

## 地方資料
萊索爾鎮區的面積為94.29平方千米，當中陸地面積為92.49平方千米，而水域面積為1.79平方千米。根據2020年美國人口普查的數據，當地共有人口139人，而人口密度為每平方千米1.47人。